# 테살로니키 공항

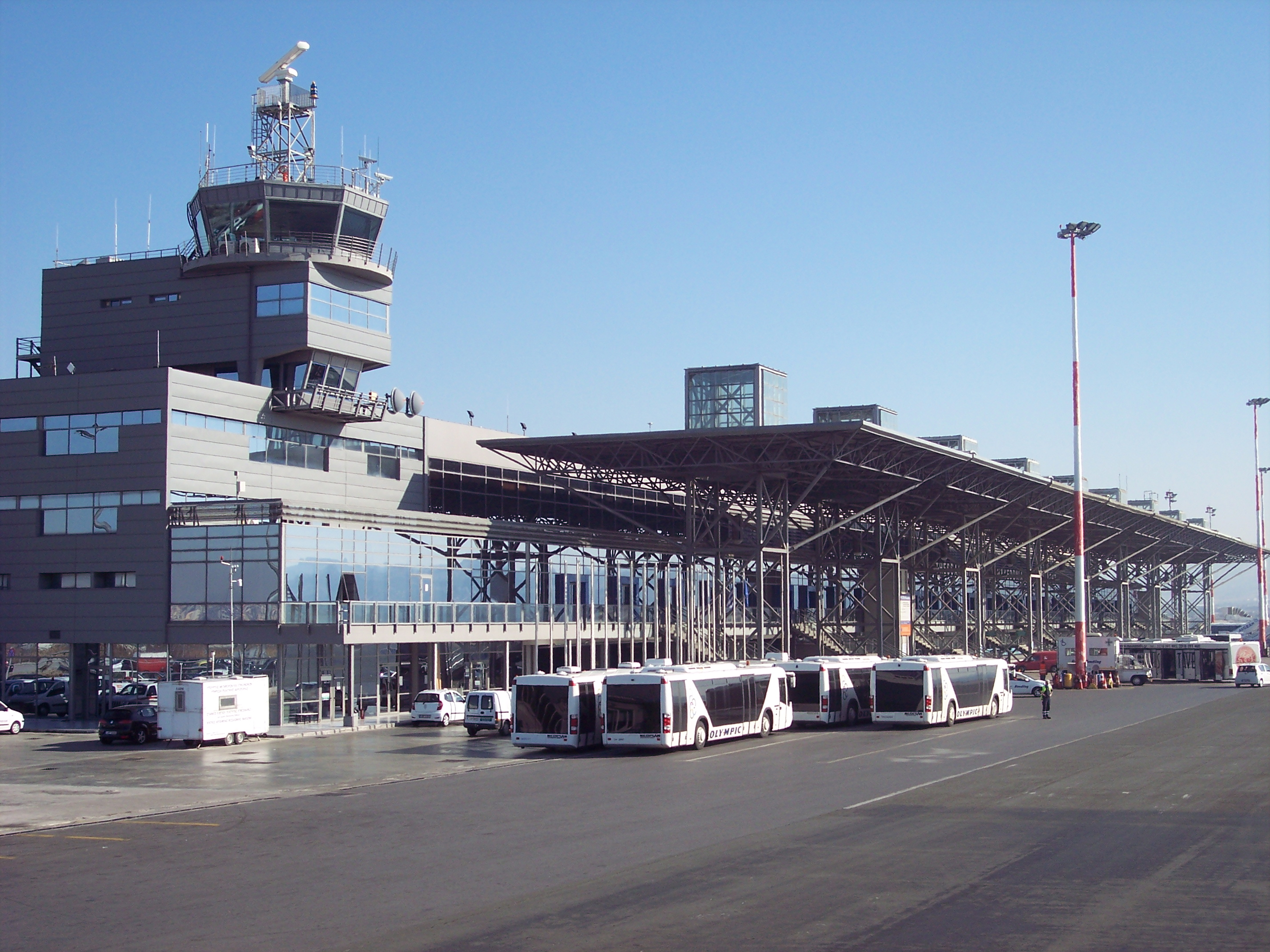

테살로니키 공항(Thessaloniki Airport, IATA: SKG, ICAO: LGTS, 공식 명칭: 테살로니키 공항 "마케도니아"/Thessaloniki Airport "Makedonia", 그리스어: Κρατικός Αερολιμένας Θεσσαλονίκης "Μακεδονία" Kratikós Aeroliménas Thessaloníkis "Makedonía"[*], 이전 명칭: Mikra Airport)은 그리스에서 2번째로 큰 도시 테살로니키를 관할하는 국제공항이다. 테르미시에서 남동쪽으로 13킬로미터 지점에 위치해 있다.
이 공항은 그리스에서 아테네 국제공항, 이라클리온 국제공항에 이어 3번째로 큰 공항이다. 1930년 개항했으며 2016년 항공편 기준으로 그리스에서 2번째로 분주하며 승객 수 기준으로 3번째로 분주한 공항으로, 승객수는 600만 명 이상이다.